# 마이클 커루스
마이클 필립 커루스(영어: Michael Philip Carruth, 1967년 7월 9일~)는 아일랜드의 전직 권투 선수이다. 1992년 하계 올림픽 남자 웰터급에서 금메달을 획득했다.